# Emily Zurrer
Emily Jane Zurrer (Vancouver, 12 luglio 1987) è un'ex calciatrice canadese, di ruolo difensore.
Prima di ritirarsi, nel 2015, ha giocato nei campionati nordamericano, la United Soccer Leagues W-League, tedesco, Frauen-Bundesliga, e svedese, Damallsvenskan, dove ha chiuso la sua carriera nel club (2014).
Dal 2004 al 2015 ha vestito la maglia della nazionale canadese a tutti i livelli, dalle giovanili, vincendo con la formazione Under-19 il campionato nordamericano di Canada 2004 e arrivando seconda nel successivo torneo di qualificazione ai Mondiali Under-20 di Messico 2006, alla nazionale maggiore, con la quale ha disputato due Olimpiadi, ottenendo una medaglia di bronzo olimpica a Londra 2012, e due campionati mondiali, Germania 2011 e Canada 2015, miglior risultato i quarti di finale nel mondiale casalingo.

## Palmarès

### Nazionale
- Bronzo olimpico: 1

Londra 2012
- CONCACAF Women's Championship: 1

2010
- Cyprus Cup 2011: 1

2011